# Sennan
Sennan (泉南市?) è una città giapponese della prefettura di Ōsaka.